# Vuelta a Colombia 1958
La 8.ª edición de la Vuelta a Colombia tuvo lugar entre el 31 de mayo y el 14 de junio de 1958. El antioqueño Ramón Hoyos Vallejo del equipo Antioquia A se coronó por quinta vez como campeón de la Vuelta con un tiempo de 50 h, 13 min y 44 s.

## Equipos participantes
| Equipo                                  | Categoría  |
| --------------------------------------- | ---------- |
| Antioquia A                             | Aficionado |
| Antioquia B                             | Aficionado |
| Bolivar A                               | Aficionado |
| Bolivar B                               | Aficionado |
| Caldas                                  | Aficionado |
| Cundinamarca A                          | Aficionado |
| Cundinamarca B                          | Aficionado |
| Cundinamarca C                          | Aficionado |
| Guatemala                               | Aficionado |
| Independientes (FF. AA., Boyacá, Valle) | Aficionado |
| Santander                               | Aficionado |

## Etapas
| Etapa      | Fecha       | Recorrido                         | Distancia (km)       | Ganador                | Líder                  |                      |
| ---------- | ----------- | --------------------------------- | -------------------- | ---------------------- | ---------------------- | -------------------- |
| 1.ª etapa  | 31 de mayo  | Bogotá - Girardot                 | 130                  | Pablo Hurtado          | Pablo Hurtado          |                      |
| 2.ª etapa  | 1 de junio  | Girardot - Ibagué                 | 79 (CRE)             | Antioquia A            | Pablo Hurtado          |                      |
| 3.ª etapa  | 2 de junio  | Ibagué - Armenia                  | 100                  | Hernán Medina Calderón | Hernán Medina Calderón |                      |
| 4.ª etapa  | 3 de junio  | Armenia - Tuluá                   | 119                  | Honorio Rúa            | Honorio Rúa            |                      |
| 5.ª etapa  | 4 de junio  | Tuluá - Cali                      | 93                   | Luis Quiñones          | Honorio Rúa            |                      |
| 6.ª etapa  | 5 de junio  | Circuito "Yezid Calderón" en Cali | 50                   | Luis Quiñones          | Honorio Rúa            |                      |
| 7.ª etapa  | 6 de junio  | Cali - Cartago                    | 185                  | José Bernardo Pulido   | Honorio Rúa            |                      |
| 8.ª etapa  | 7 de junio  | Cartago - Riosucio                | 111                  | Hernán Medina Calderón | Ramón Hoyos Vallejo    |                      |
| 9.ª etapa  | 8 de junio  | Riosucio - Medellín               | 160                  | Hernán Medina Calderón | Ramón Hoyos Vallejo    |                      |
|            | 9 de junio  | Descanso en Medellín              | Descanso en Medellín | Descanso en Medellín   | Descanso en Medellín   | Descanso en Medellín |
| 10.ª etapa | 10 de junio | Medellín - Riosucio               | 160                  | Ramón Hoyos Vallejo    | Ramón Hoyos Vallejo    |                      |
| 11.ª etapa | 11 de junio | Riosucio - Pereira                | 114                  | Rubén Darío Gómez      | Ramón Hoyos Vallejo    |                      |
| 12.ª etapa | 12 de junio | Pereira - Manizales               | 50                   | José Bernardo Pulido   | Ramón Hoyos Vallejo    |                      |
| 13.ª etapa | 13 de junio | Manizales - Honda                 | 135                  | Ramón Hoyos Vallejo    | Ramón Hoyos Vallejo    |                      |
| 14.ª etapa | 14 de junio | Honda - Bogotá                    | 164                  | José Bernardo Pulido   | Ramón Hoyos Vallejo    |                      |

## Clasificaciones finales

### Clasificación general
Los diez primeros en la clasificación general final fueron:
| Clasificación general |                        |                |                   |
| Ciclista              | Ciclista               | Equipo         | Tiempo            |
| --------------------- | ---------------------- | -------------- | ----------------- |
| 1.º                   | Ramón Hoyos Vallejo    | Antioquia A    | 50 h 13 min 44 s  |
| 2.º                   | Hernán Medina Calderón | Antioquia B    | + 17 min 37 s     |
| 3.º                   | Honorio Rúa            | Antioquia A    | + 53 min 57 s     |
| 4.º                   | Francisco Otálvaro     | Antioquia B    | + 1 h 02 min 03 s |
| 5.º                   | Héctor Mesa Monsalve   | Antioquia B    | + 1 h 21 min 10 s |
| 6.º                   | Pablo Hurtado          | Cundinamarca A | + 1 h 22 min 04 s |
| 7.º                   | Jorge Alfonso Luque    | Cundinamarca A | + 1 h 28 min 10 s |
| 8.º                   | Luis López             | Caldas         | + 1 h 42 min 47 s |
| 9.º                   | Justo Londoño          | Antioquia B    | + 1 h 43 min 00 s |
| 10.º                  | Rubén Darío Gómez      | Caldas         | + 1 h 43 min 01 s |

### Clasificación de la montaña
| Clasificación de la montaña |                        |                |        |
| Ciclista                    | Ciclista               | Equipo         | Puntos |
| --------------------------- | ---------------------- | -------------- | ------ |
| 1.º                         | Hernán Medina Calderón | Antioquia B    | 51     |
| 2.º                         | Roberto Buitrago       | Cundinamarca A | 40     |
| 3.º                         | Pablo Hurtado          | Cundinamarca A | 33     |

### Clasificación por equipos
| Clasificación por equipos |             |                   |
| Equipo                    | Equipo      | Tiempo            |
| ------------------------- | ----------- | ----------------- |
| 1.º                       | Antioquia B | 153 h 22 min 02 s |
| 2.º                       | Antioquia A | + 1 h 14 min 54 s |
| 3.º                       | Caldas      | + 2 h 28 min 12 s |